# Mausoleum des Salim Chishti

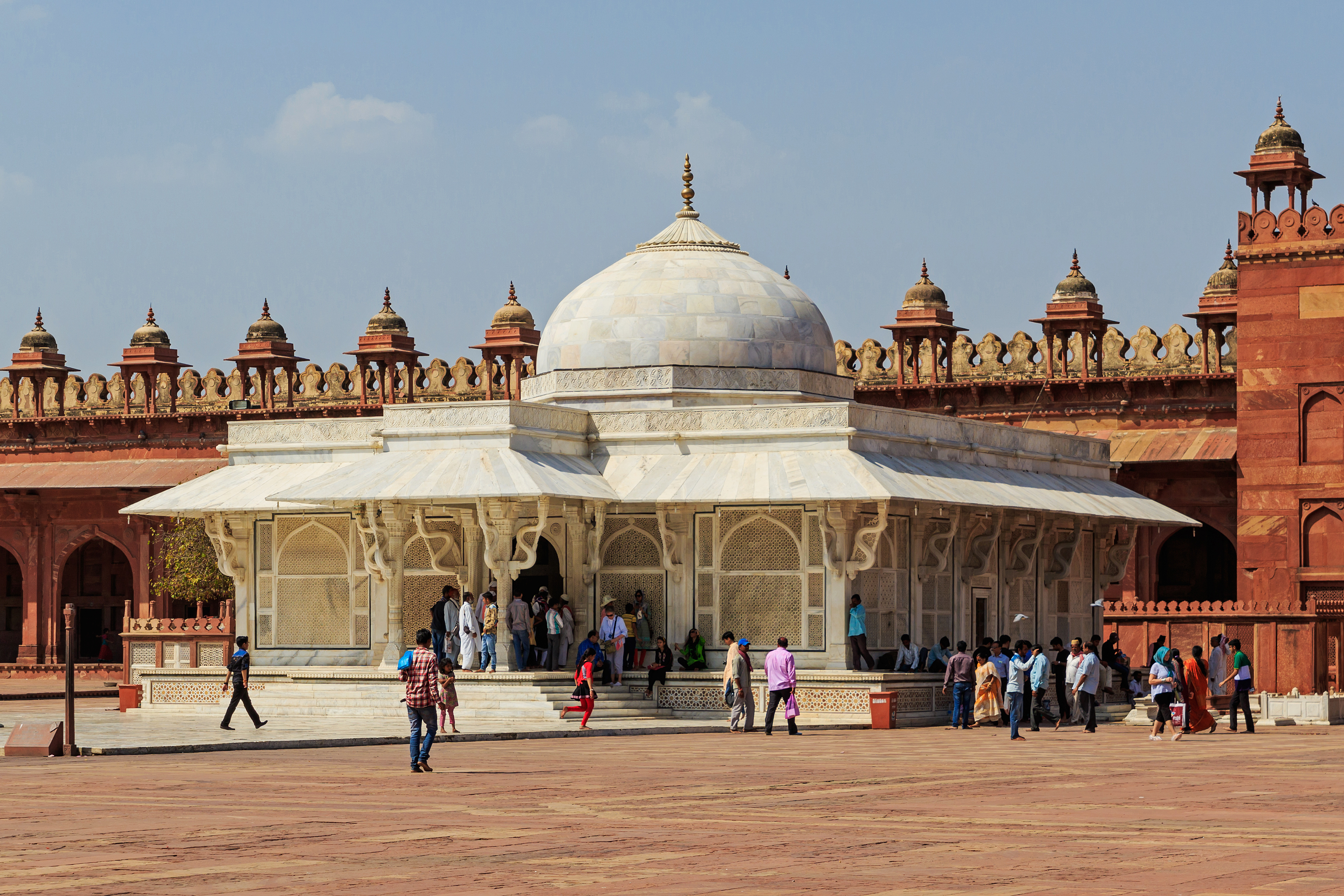
Das Mausoleum des Salim Chishti wird als seines der schönsten Beispiele der islamischen Architektur in Indien betrachtet.

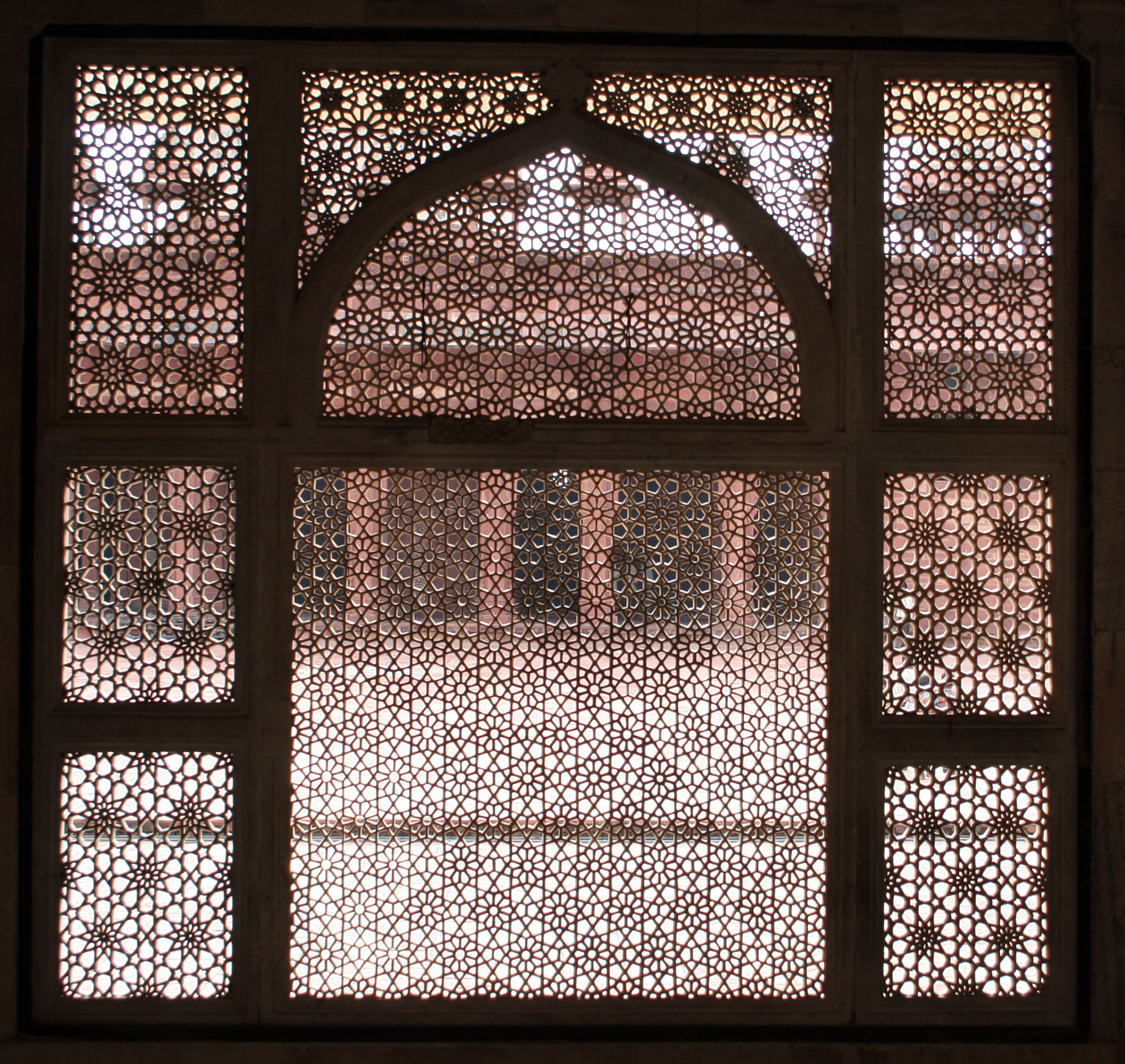
Fein gearbeitete Jali-Fenster ermöglichen den Blick in den Hof der Moschee von Fatehpur Sikri

Das Mausoleum des Salim Chishti gilt als eines der schönsten Beispiele der indo-islamischen Architektur. Es wurde in den Jahren 1580 und 1581 zusammen mit der Palastanlage in Fatehpur Sikri (Uttar Pradesh, Indien) erbaut und liegt innerhalb des rechteckigen Hofes der dortigen großen Moschee (Jama Masjid).
Das Mausoleum birgt die Grabstätte des Sufi-Heiligen Salim Chishti (1478–1572), eines Nachfolgers von Muinuddin Chishti von Ajmer. Salim Chishti lebte in einer Höhle bei Sikri. Das Mausoleum wurde erbaut vom Großmogul Akbar I., der damit seinen Respekt für den Sufi-Heiligen zum Ausdruck bringen wollte, der ihm die Geburt seines Sohnes vorhergesagt hatte. Der Thronerbe wurde nach dem Heiligen Salim genannt und bestieg später den Thron des Mogulreiches unter dem Namen Jahangir.

## Architektur
Das Grabmal wurde auf einer rund einen Meter hohen Plattform errichtet, auf die eine Treppe mit fünf Stufen führt. Die eigentliche Grabstätte befindet sich in der Mitte der Haupthalle und ist auf allen Seiten von filigranen Marmorgittern im Stil der Jali-Fenster umgeben. Eine halbkreisförmige Kuppel überdacht das Grab.
Das Marmorgebäude ist mit in Stein gehauenen Verzierungen versehen und wirkt wie aus Elfenbein. Der Sockel ist mit geometrischen Mosaiken aus weißem und schwarzem Marmor  geschmückt. Eine aus Ebenholz gefertigte Einfassung (Chhaparkhat) umschließt das Kenotaph aus Marmor. Darüber befindet sich ein Baldachin mit einem Mosaik aus Perlmutt-Intarsien.
Die Tür zur Hauptkammer ist mit verschnörkelten Mustern im Arabesken-Stil verziert, in die Koranverse eingeschrieben sind. Brauner Marmor fasst die inneren Wandnischen ein, die Reliefpaneele mit den Koranversen haben einen blauen Hintergrund. Die mit Reliefs und Malereien dekorierte Grabkammer hat einen weißen Marmorboden, eingelegt mit mehrfarbigen Steinen.

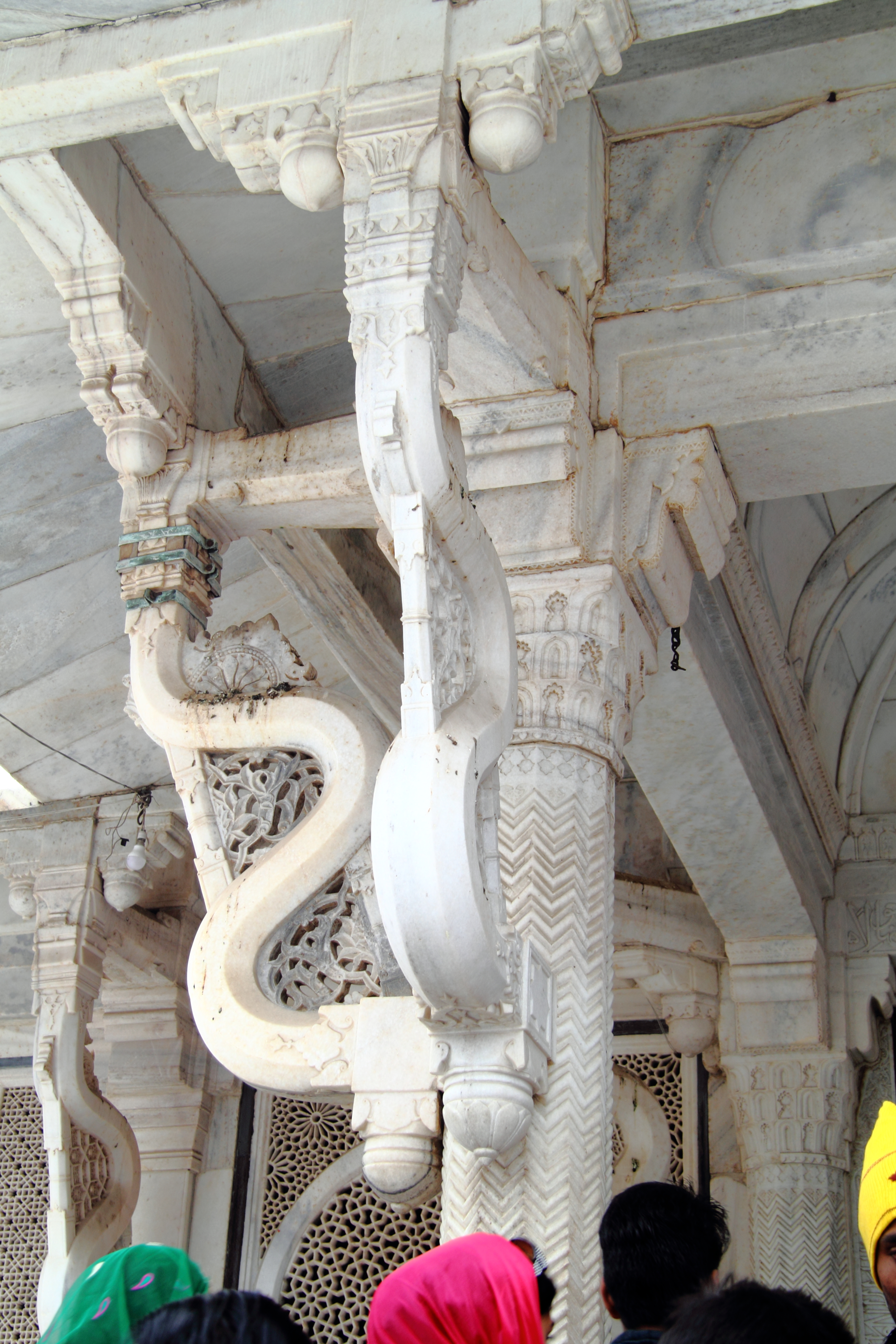
Verzierungen an der Deckenkonstruktion
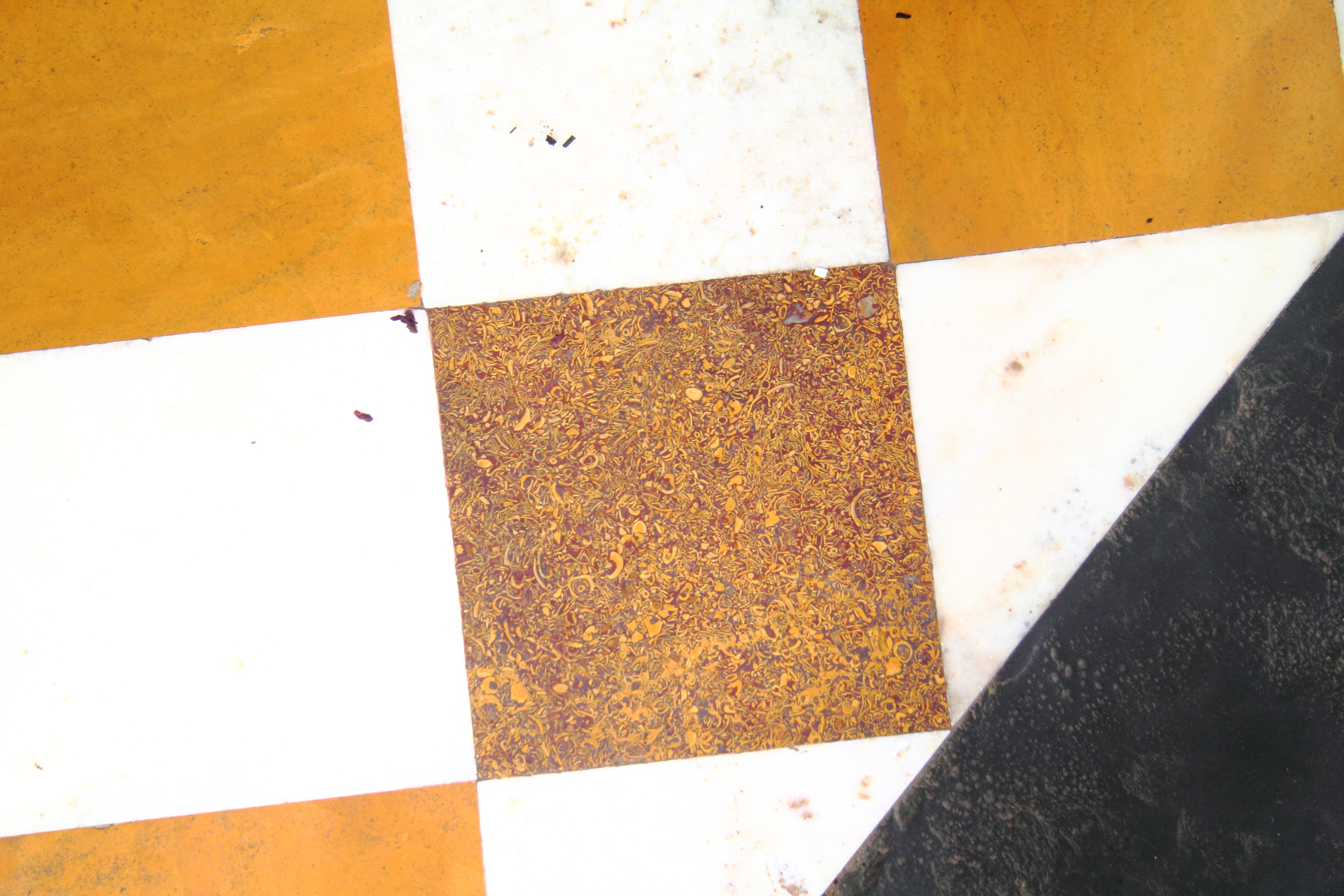
Eingelegter Fußboden
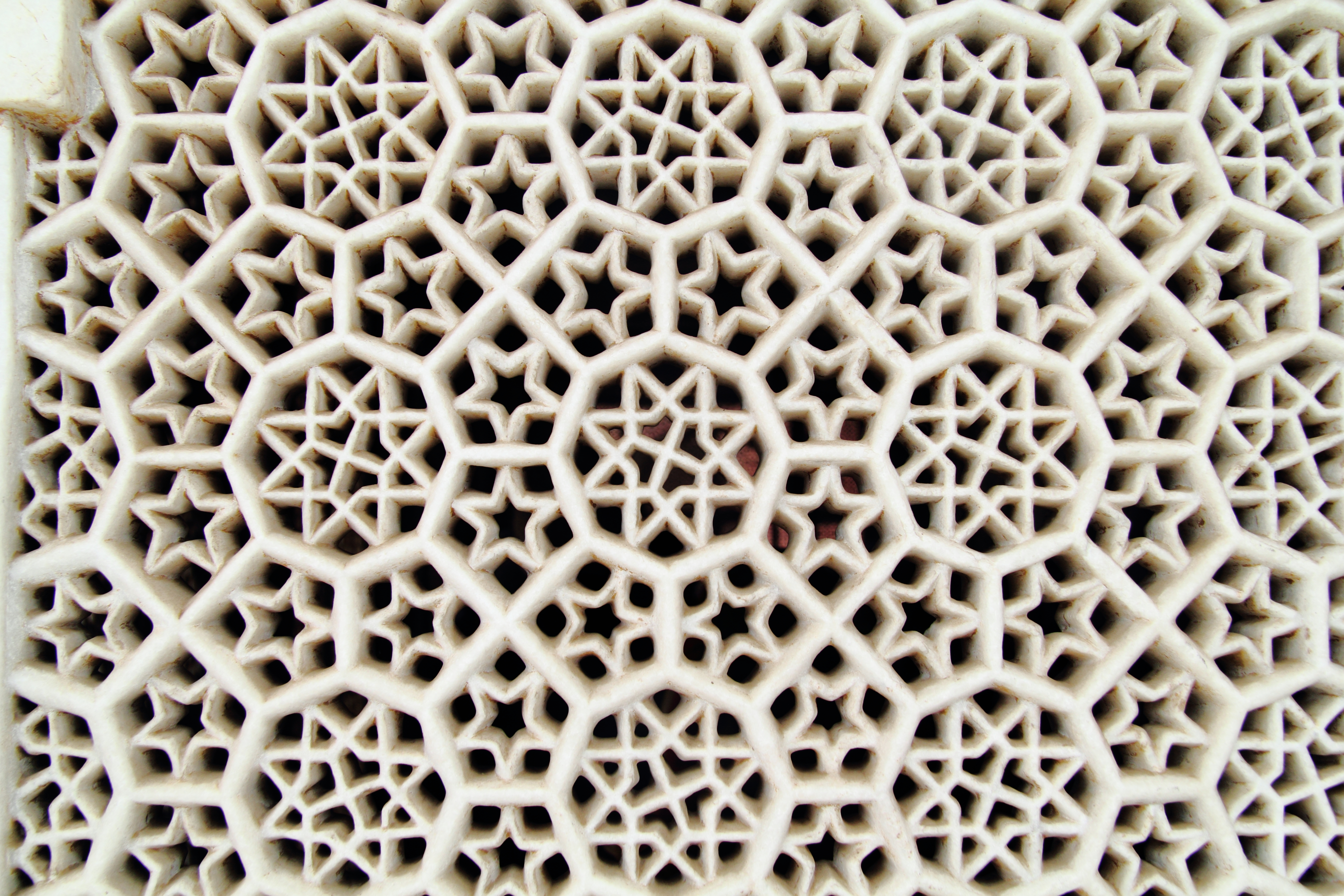
Jali-Fenster in Großaufnahme
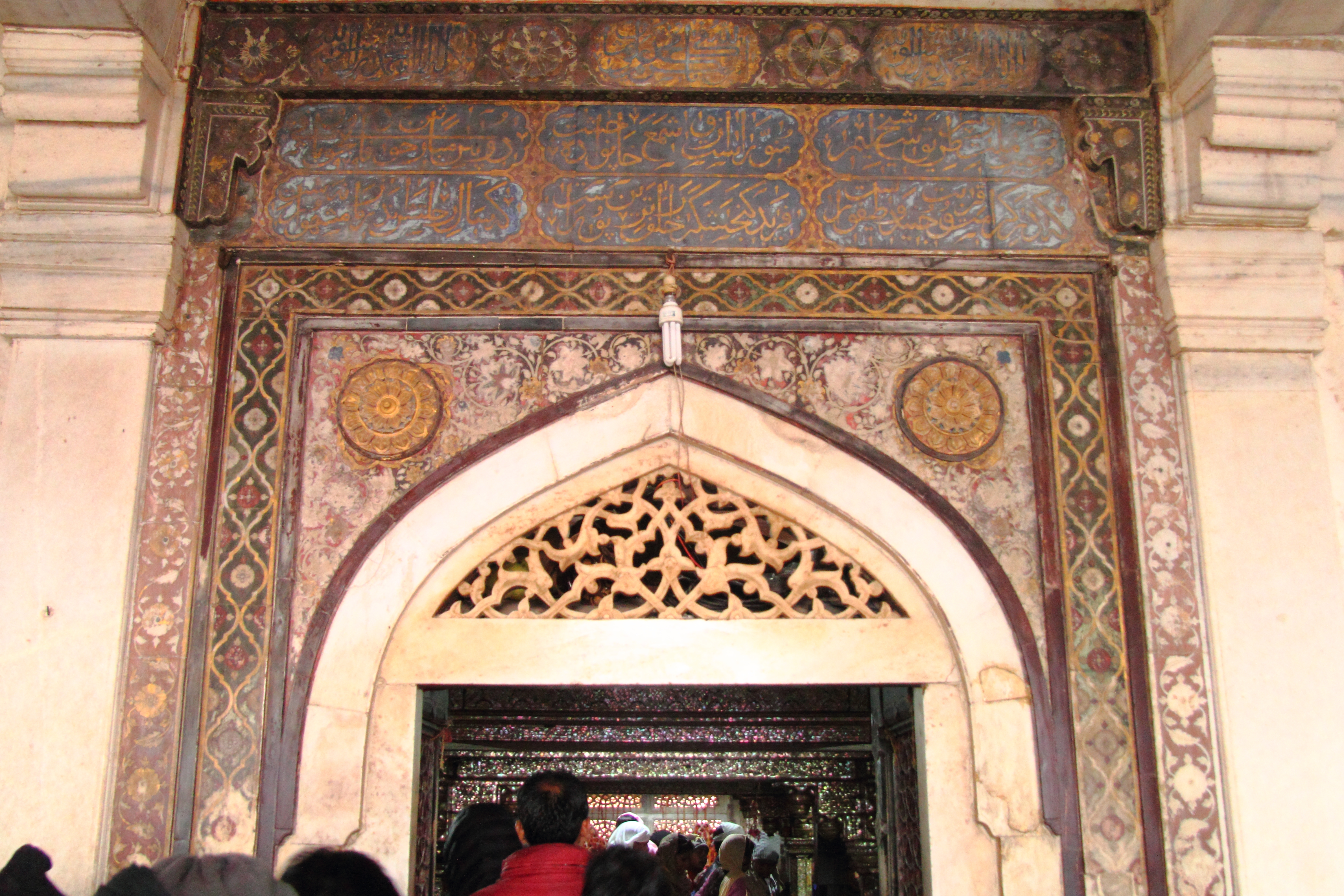
Architrav am Eingang
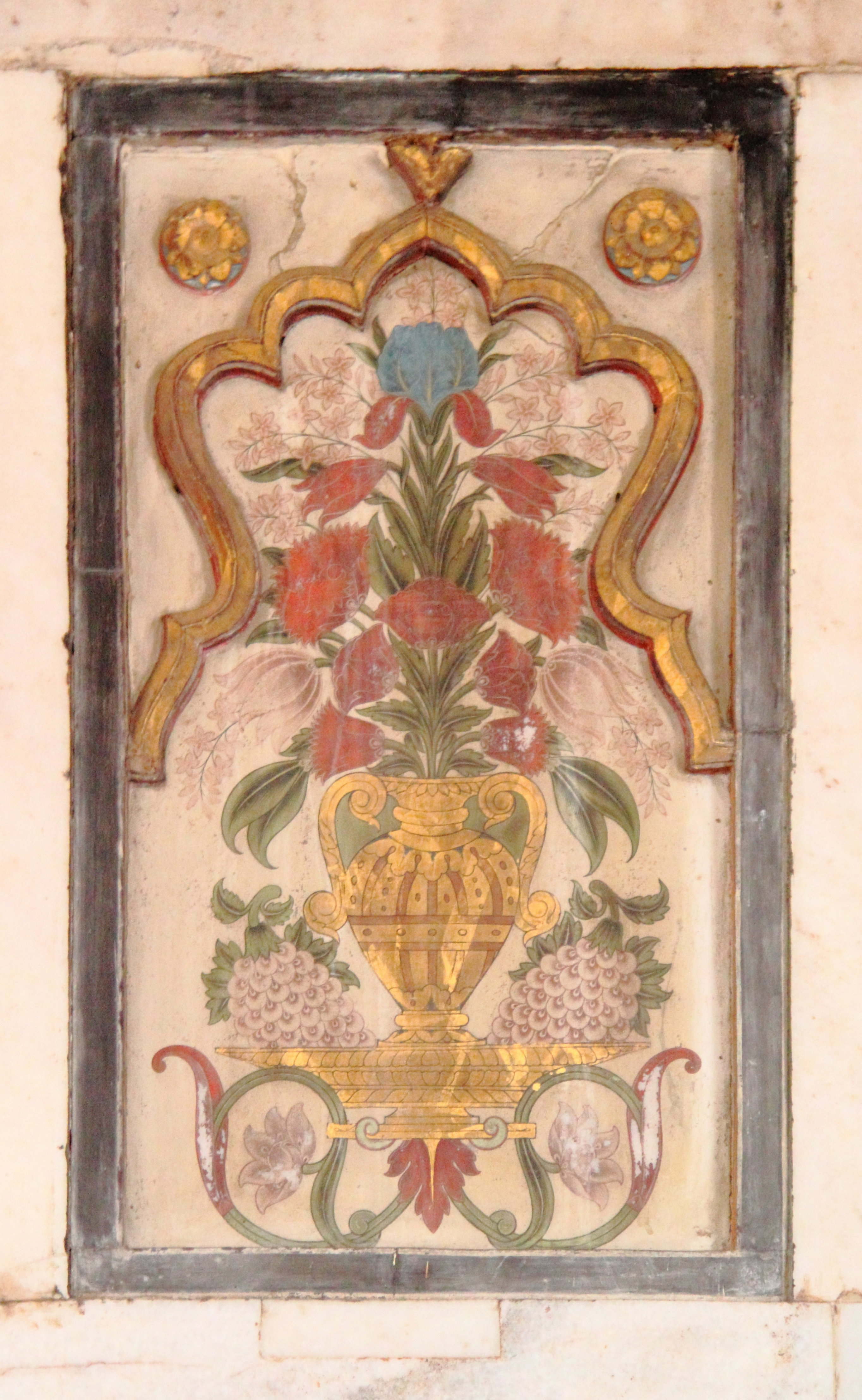
Malerei im Inneren
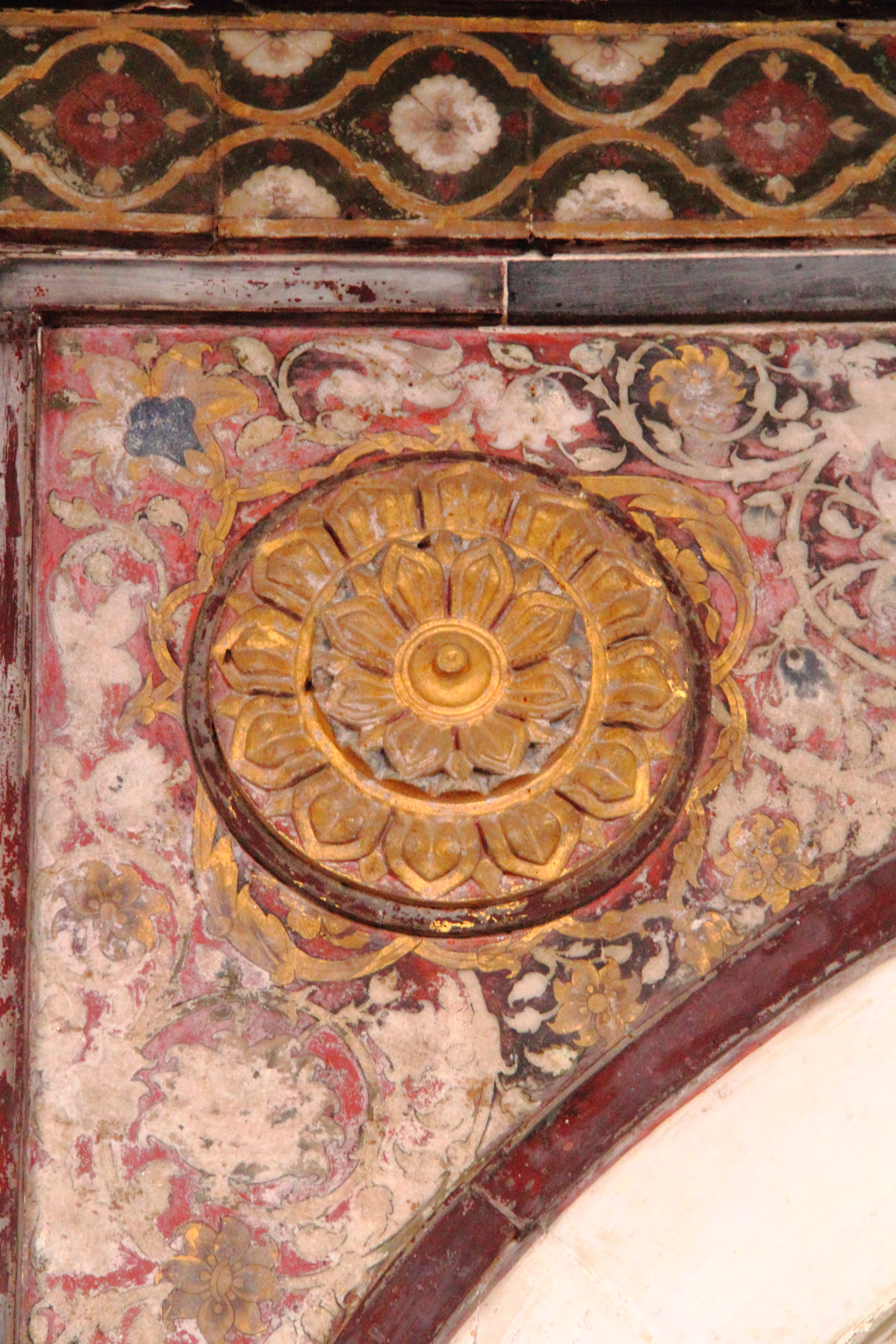
Eingangs-Dekoration im Detail

## Glaube
Gläubige aller Religionen bitten am Grab um den Segen des Heiligen und um die Erfüllung ihrer Wünsche. Es wird geglaubt, dass, wenn man einen Faden an das Marmorgitter um die Grabanlage knotet, dieser Faden den Heiligen an die Wünsche des Gläubigen erinnert. Das Grab ist bekannt dafür, dass es von Gläubigen besonders bei dem Wunsch nach einem Kind aufgesucht wird.